# پاپ الکساندر اول اسکندریه
پاپ الکساندر اول اسکندریه (انگلیسی: Pope Alexander I of Alexandria; نامشخص – 26 february یا ۱۷ آوریل ۳۲۶ یا ۳۲۸) نوزدهمین پاپ و پاتریارک اسکندریه بود. او در دوران پاپی خود به تعدادی از مسائل پیش روی کلیسا در آن روز پرداخت. اینها شامل تاریخ‌گذاری عید پاک، اقدامات ملتیوس لیکوپلیس، و مسئله بزرگ‌ترین ماده، آریانیسم بود. او رهبر مخالفان آریانیسم در اولین شورای نیقیه بود. او همچنین به جانشین خود، آتاناسیوس اسکندریه، که یکی از پدران کلیسا می‌شد، راهنمایی کرد.